# دامداری نوروزعلی خادملو
دامداری نوروزعلی خادملو یک منطقهٔ مسکونی در ایران است که در دهستان میان‌کاله واقع شده‌است. دامداری نوروزعلی خادملو ۱۰ نفر جمعیت دارد.